# Old Sarum

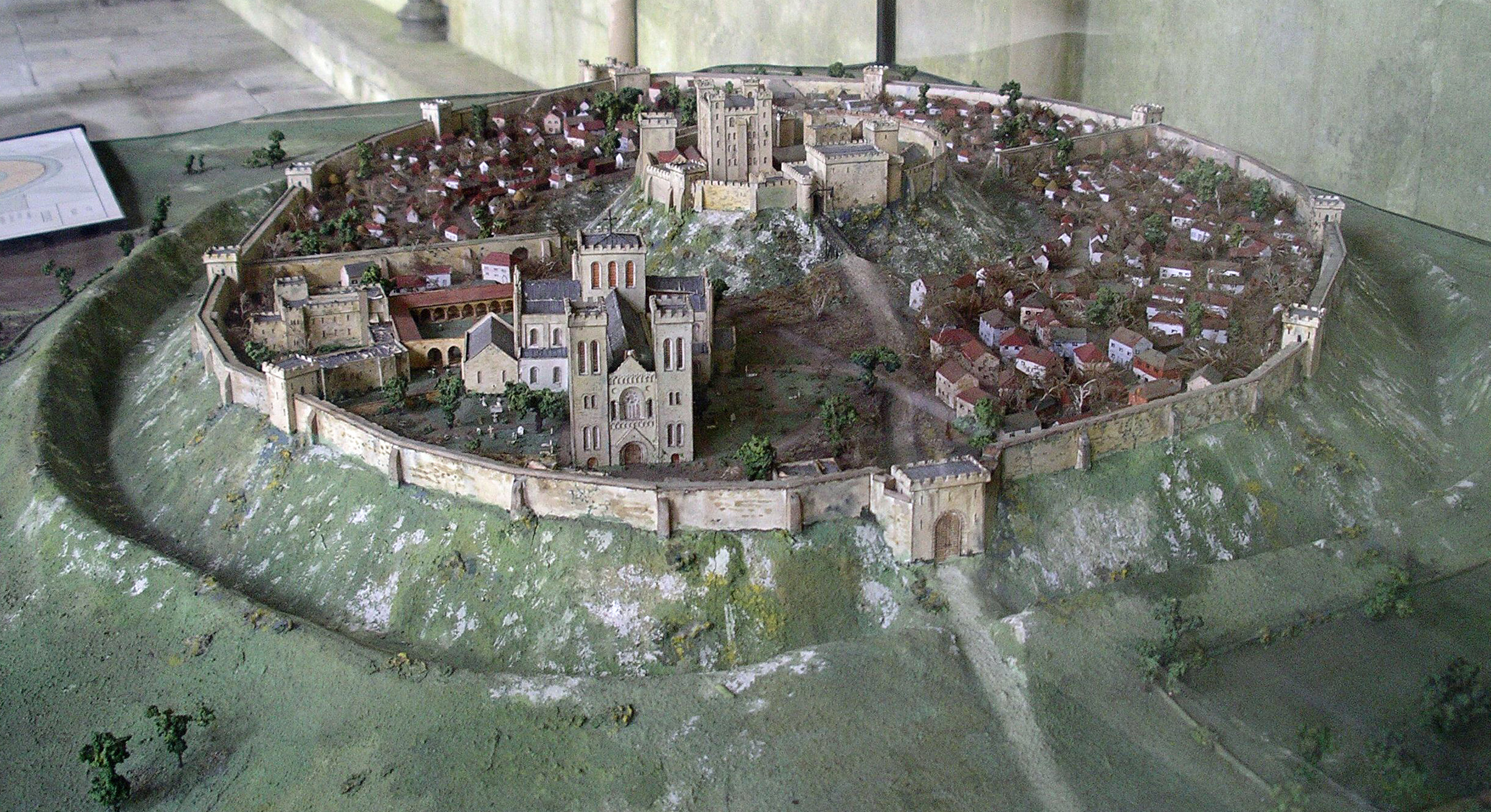
Reconstitution d'Old Sarum au XIIe siècle, exposée à la cathédrale de Salisbury.

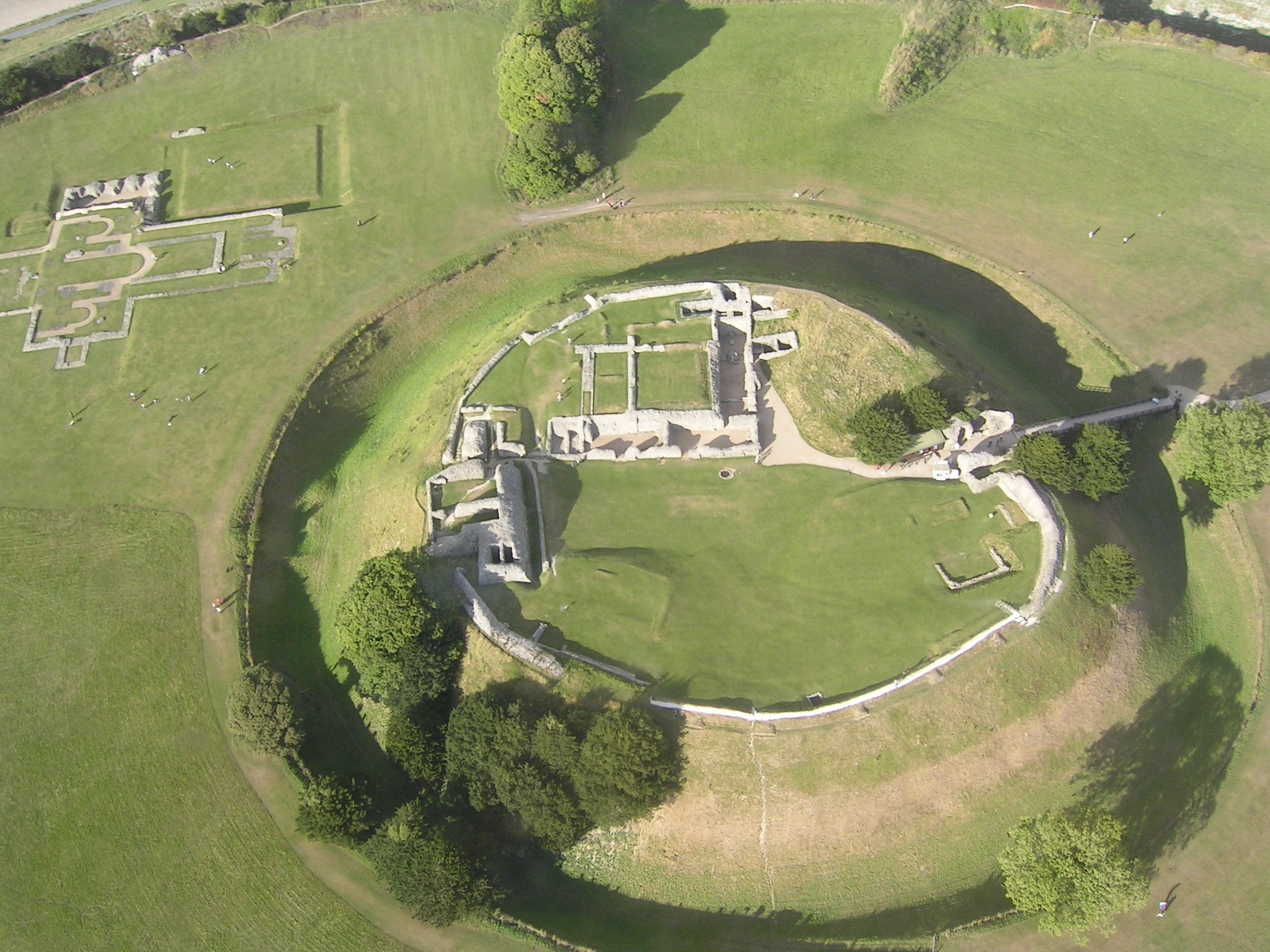
Photo aérienne du site d'Old Sarum, avec le château fort au sommet de la motte castrale, et la cathédrale à l'extérieur, dans l'enceinte de la ville.

Old Sarum est un ancien site de peuplement du Wiltshire, en Angleterre. La présence humaine y est attestée depuis la préhistoire, au XXXe siècle av. J.-C. Old Sarum est mentionnée dans certains des plus anciens documents écrits du pays. Il est situé sur une colline à environ trois kilomètres au nord de l'actuelle ville de Salisbury.

## Histoire

### Les origines celtes et romaines
Old Sarum est à l'origine un oppidum occupant une position stratégique, sur une colline à l'intersection de deux voies de communication et de la rivière Avon, au pays des Durotriges. Dans la province romaine de Britannia, le site est appelé Sorbiodunum.

### Moyen Âge
Les Saxons prennent le fort britannique au VIe siècle et l'utilisent plus tard comme bastion contre les incursions des Vikings.
Les Normands construisent la motte castrale, puis le château fort et la cathédrale, entourés d'habitations et d'une seconde enceinte : Old Sarum présente alors une forme ovale d'environ 390 × 360 m. La grande enceinte se compose d'une muraille et d'un fossé avec une entrée du côté est.
C’est sur ce site qu’Alienor d’Aquitaine est enfermée en 1174 par son époux le roi Henri II.
Au XIIIe siècle, l'évêché est transféré à Salisbury, où la nouvelle cathédrale épiscopale est bâtie, tandis que celle d'Old Sarum n'est plus entretenue.

### Un «bourg pourri»
Old Sarum était, aux XVIIIe siècle et XIXe siècle, l'un des plus célèbres « bourgs pourris », participant à la grande corruption des élections aux Communes de Grande-Bretagne, puisqu'avec très peu d'habitants, et pas plus de 10 à 20 votants, il était en mesure d'envoyer deux représentants à la chambre basse du Parlement. Le site est abandonné depuis la fin du XIXe siècle au profit de Salisbury. Il reste aujourd'hui inhabité.

## Old Sarum dans la culture

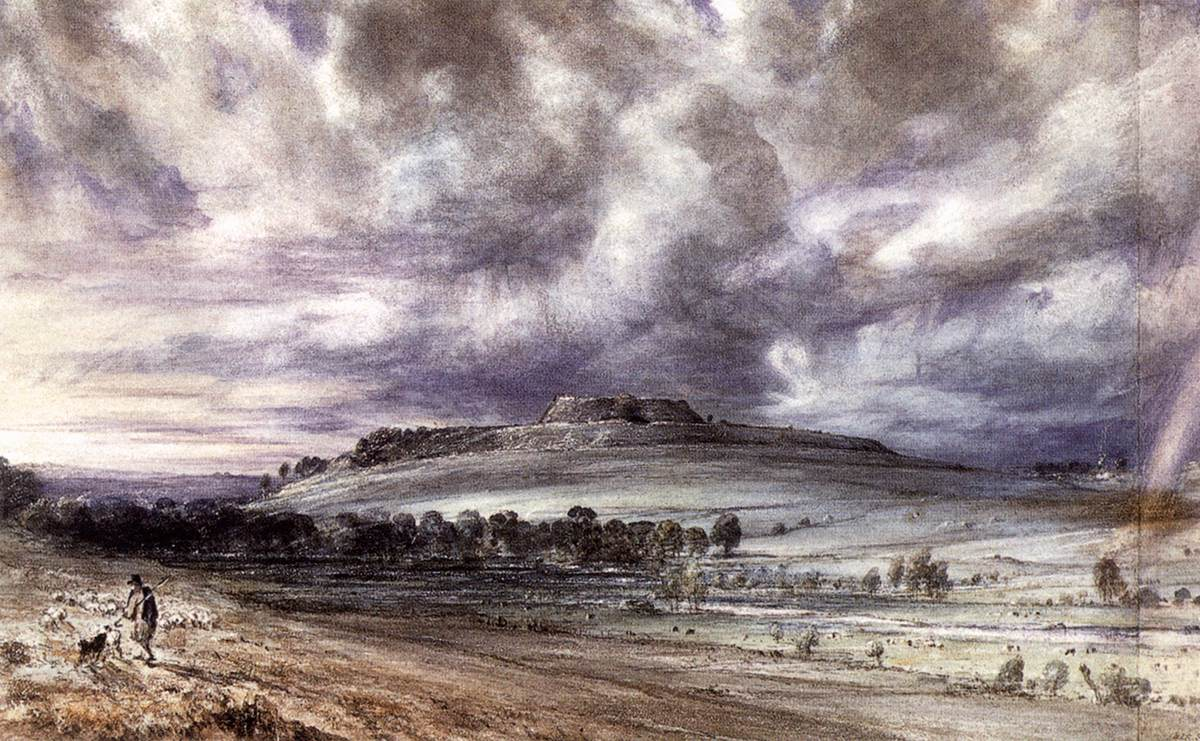
Old Sarum, vers 1829, par John Constable. Victoria and Albert Museum, Londres.

Vers 1829, le peintre paysagiste John Constable représente Old Sarum comme une forteresse se découpant au loin dans le paysage.